# Biclavigera fontis
Biclavigera fontis är en fjärilsart som beskrevs av Louis Beethoven Prout 1938. Biclavigera fontis ingår i släktet Biclavigera och familjen mätare. Inga underarter finns listade i Catalogue of Life.